# Monterey (Tennessee)
Monterey es un pueblo ubicado en el condado de Putnam en el estado estadounidense de Tennessee. En el Censo de 2010 tenía una población de 2850 habitantes y una densidad poblacional de 360,08 personas por km².

## Geografía
Monterey se encuentra ubicado en las coordenadas 36°8′45″N 85°15′51″O / 36.14583, -85.26417. Según la Oficina del Censo de los Estados Unidos, Monterey tiene una superficie total de 7.92 km², de la cual 7.9 km² corresponden a tierra firme y (0.16%) 0.01 km² es agua.

## Demografía
Según el censo de 2010, había 2850 personas residiendo en Monterey. La densidad de población era de 360,08 hab./km². De los 2850 habitantes, Monterey estaba compuesto por el 82.98% blancos, el 0.35% eran afroamericanos, el 0.98% eran amerindios, el 0.46% eran asiáticos, el 0.49% eran isleños del Pacífico, el 13.54% eran de otras razas y el 1.19% pertenecían a dos o más razas. Del total de la población el 24.77% eran hispanos o latinos de cualquier raza.